# Emílio Peixe
Emílio Manuel Delgado Peixe (Nazaré, Nazaré, 16 de janeiro de 1973) é um ex-futebolista português, que atuava como médio. É atualmente treinador da Seleção Portuguesa de Futebol Sub-20.

## Carreira
Em 1991 Emílio Peixe ganhou o Campeonato Mundial de Futebol Sub-20 de 1991 e foi galardoado com a Bola de Ouro, prémio que é para o melhor jogador da competição.
Ele representou a Seleção Portuguesa de Futebol, nas Olimpíadas de 1996, que terminou em quarto lugar.

## Carreira de treinador
Emílio Peixe iniciou a carreira de treinador em 2007 para comandar as seleções jovens de Portugal, cargo que ocupou até 2022, antes de assumir a seleção olímpica do Kuwait.
Peixe qualificou o Kwuait para a AFC Asian Cup Sub-23, competição que se realiza  entre abril e maio de 2024.

## Liga

### Clube

#### Competições nacionais
- Primeira Liga: 2

Porto: 1997–98, 1998–99
- Taça de Portugal: 3

Porto: 1997–98, 1999–2000, 2000–01
- Supertaça de Portugal: 3

Porto: 1998, 1999, 2001